# Araeopteron acidalica
Araeopteron acidalica là một loài bướm đêm trong họ Erebidae.